# Christian Feneberg
Christian Feneberg (* 22. April 2002) ist ein deutscher Basketballspieler.

## Werdegang
Über die Vereine TV Altdorf, Post SV Nürnberg und die ebenfalls in Nürnberg ansässigen Tornados Franken kam Feneberg, dessen Vater Basketball beim TV 1877 Lauf gespielt hatte, in den Nachwuchsbereich des Bundesligisten Medi Bayreuth. Neben Einsätzen in der Bayreuther Jugend sowie in der zweiten Herrenmannschaft in der 2. Regionalliga wurde er ins erweiterte Aufgebot für die Basketball-Bundesliga aufgenommen und kam Ende Februar 2020 zu seinem Einstand in der höchsten deutschen Spielklasse, als er gegen Ulm für knapp 30 Sekunden aufs Spielfeld geschickt wurde.
Im Sommer 2020 ging Feneberg nach Nürnberg zurück und schloss sich dem Zweitligisten Nürnberg Falcons BC an.

### Nationalmannschaft
Feneberg nahm im Sommer 2018 mit Deutschlands U16-Nationalmannschaft an der Europameisterschaft dieser Altersklasse teil und erzielte in sieben Turnierspielen im Durchschnitt 2,3 Punkte.